# ۳۱۵ (قمری)
۳۱۵ (قمری)، سیصد و پانزدهمین سال در گاهشماری هجری قمری است. اول محرم این سال برابر با سیزدهم مارس سال ۹۲۷ میلادی است.